# John Abbott (Politiker)

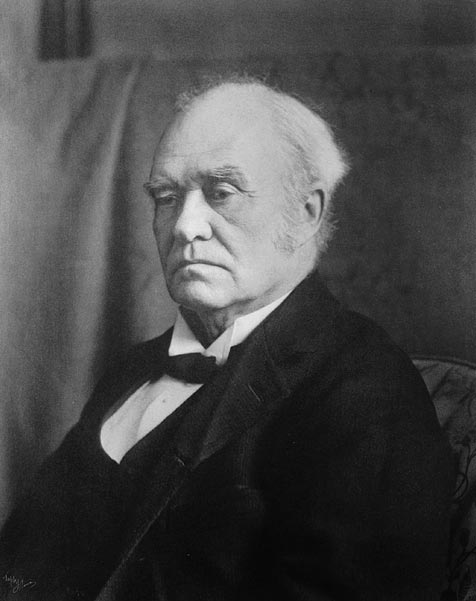
John Abbott

Sir John Joseph Caldwell Abbott PC, KCMG, QC (* 12. März 1821 in St. Andrews, Québec; † 30. Oktober 1893 in Montreal) war ein kanadischer Anwalt, Unternehmer, Professor und Politiker. In den Jahren 1887/88 war er Bürgermeister von Montreal. Vom 16. Juni 1891 bis 24. November 1892 war er der dritte Premierminister Kanadas. Abbott war der Urgroßvater des Schauspielers Christopher Plummer.
Am 19. Mai 1938 ehrte die kanadische Regierung, vertreten durch den für das Historic Sites and Monuments Board of Canada zuständigen Minister, John Abbott und erklärte ihn wegen seines „herausragenden und dauerhaften Beitrages zur kanadischen Geschichte“ zu einer „Person von nationaler historischer Bedeutung“.

## Familie
Abbott wurde als ältester Sohn von Joseph Abbott und dessen Frau Harriet Bradford geboren. Sein Vater war als Pfarrer der Church of England in der Society for the Propagation of the Gospel in Foreign Parts tätig. 1818 war er zusammen mit seinem Bruder aus Westmorland nach Kanada ausgewandert. Dort bestellte er, neben seinem Amt als Pfarrer, eine etwa 120 Hektar große Farm. Am 10. August 1820 heirateten Abbotts Eltern in der Christ Church Cathedral in Montreal. Seine Mutter war die älteste Tochter von Richard Bradford, einem anglikanischen Missionar im Tal des Ottawa River. Abbotts Großvater mütterlicherseits war, ebenfalls als Teil der Society for the Propagation of the Gospel in Foreign Parts, 1805 nach Chatham in New Brunswick gekommen. Durch ihn konnte Abbott seine familiären Wurzeln bis zu William Bradford, einem der ersten Siedler auf dem Gebiet der Vereinigten Staaten zurückverfolgen. Seine Großmutter mütterlicherseits, Sarah Jefferys, war Kammerfrau von Sophie Charlotte von Mecklenburg-Strelitz.
Abbott hatte acht jüngere Geschwister, drei Schwestern und fünf Brüder. Drei seiner Brüder starben jedoch schon im Säuglingsalter und auch eine seiner Schwestern starb im Alter von nur zwölf Jahren. Seine Großcousine war Maude Abbott, eine der ersten Ärztinnen Kanadas. Er heiratete am 26. Juli 1849, in derselben Kirche wie schon seine Eltern, Mary Bethume, die Tochter des Verwaltungsleiters der McGill University John Bethune und Nichte des Pelzhändlers und leitender Faktor der Hudson’s Bay Company Angus Bethune. Das Paar hatte zwölf Kinder, von denen nur zehn das Säuglingsalter überlebten.

## Jugend und Ausbildung
Seine Kindheit und Jugend verbrachte Abbott in verschiedenen ländlichen Gegenden Niederkanadas. So übersiedelte die Familie im April 1825 von St. Andrews nach Yamaska. Dort bestellte der Vater eine Farm. Im Juni 1831 übernahm dieser eine Pfarrstelle in Grenville und die Familie zog erneut um. Dort beaufsichtigte der Vater den Bau der neuen Kirche. Seine Schulbildung erhielt Abbott zunächst an der St. Andrews Academy, der Grundschule von St. Andrews, und später an einer Privatschule, in der er Unterricht sowohl in Mathematik, Astronomie und den alten Sprachen erhielt. Daneben übernahm er als ältester Sohn früh verantwortungsvolle Aufgaben auf der Farm der Familie und wurde von seinem Vater unterrichtet. In seiner Freizeit lernte Abbott Ringen und nahm später auch an Turnieren teil.
1838 reiste Abbott zusammen mit einem Freund nach Montreal, um dort eine Anstellung als Einzelhandelskaufmann anzunehmen. Bereits ein Jahr später kehrte er aber, nach einer schweren Erkrankung, wieder in sein Elternhaus zurück und wurde schließlich bei einer Firma in Gananoque angestellt. 1843 zog Abbott erneut nach Montreal, um an der neu eröffneten Artistenfakultät der McGill University zu studieren. Nebenbei arbeitete er in der Universitätsverwaltung. Dort stieg er zum stellvertretenden Schatzmeister auf. 1845 arbeitete er als Anwaltsgehilfe in der Kanzlei von Strachan Bethune in Montreal. Zwei Jahre später erhielt er seine Zulassung als Anwalt in Niederkanada. Seine Promotion schloss Abbott erst im Jahr 1867 ab.

## Berufliche Tätigkeit
1849 eröffnete Abbott zusammen mit dem Jura-Professor William Badgley eine eigene Anwaltskanzlei und engagierte sich im Anwaltsverein. Im selben Jahr trat er den Freimaurern bei. Auch gehörte er zu den Unterzeichnern des im Oktober und Dezember 1849 veröffentlichten Montrealer Annexionsmanifests, was er später als Jugendsünde ansah. Schon 1847 hatte er sich freiwillig zur Miliz gemeldet und erlangte den Rang eines Fähnrichs. Er war wegen seiner Beteiligung in der Annexionsbewegung entlassen, im Zuge der Umorganisation der Miliz jedoch wieder aufgenommen und zum Hauptmann befördert worden.
Ab 1853 war Abbott als Dozent an der McGill University tätig, wo er zusammen mit seiner Frau und seinen Eltern zunächst auch wohnte. 1855 wurde er zum Professor für Handels- und Strafrecht bestellt und übernahm zugleich den Posten des Dekans der rechtswissenschaftlichen Fakultät. Letztere hatte er, neben seiner Tätigkeit als Anwalt und dem politischen Engagement, bis 1876 inne, als Professor wurde er 1879 emeritiert. Zu seinen Studenten zählte unter anderem Wilfrid Laurier. Nachdem sein Partner Badgley 1855 zum Richter ernannt worden war, übernahm Abbott die Kanzlei ganz und entwickelte sich schnell zu einem der bekanntesten Anwälte für Wirtschaftsrecht in Montreal. Zu seinen Mandanten gehörten etwa Hugh Allan und Baron Strathcona. Um die Arbeit bewältigen zu können, stellte er bald Anwälte ein.
Zugleich beteiligte sich Abbott mit seinen Brüdern erfolgreich an zahlreichen Eisenbahngesellschaften. Die Brüder waren aber auch bei der Spekulation mit Grundstücken äußerst erfolgreich. So kauften sie etwa 28.000 Hektar Land in der Region Estrie, wo sie ab 1853 Schiefer abbauten, um ihn unter anderem an die Grand Trunk Railway zu verkaufen. Abbott war auch Vorstandsvorsitzender zahlreicher Unternehmen, unter anderem verschiedener Banken und Versicherungen. Daneben hielt er eine große Herde Ayrshire-Rinder. Im Rahmen der Trent-Affäre 1861 kommandierte er ein Regiment und wurde zum Oberstleutnant befördert. 1862 ernannte Königin Victoria ihn zum Kronanwalt.
Trotz seiner Spezialisierung auf wirtschaftsrechtliche Fälle gab Abbott seine strafrechtliche Tätigkeit nie ganz auf. So erlangte er auch internationale Anerkennung als einer der Verteidiger von 14 der in den St.-Albans-Vorfall verwickelten Angeklagten. Er argumentierte, dass die Angeklagten als Kriegsteilnehmer auf Seiten der Konföderierten Staaten von Amerika gehandelt hätten und verhinderte so deren Auslieferung an die Vereinigten Staaten. In seiner Tätigkeit als Syndikus für die Canada Pacific Railway war Abbott allein für die Erstellung der Satzung des Unternehmens verantwortlich. Nach seiner Wahl zum Bürgermeister von Montreal zog er sich als Syndikus der Canda Pacific Railway und auch als Anwalt aus dem aktiven Tagesgeschäft seiner Kanzlei zurück, um sich ganz auf seine politischen Aufgaben konzentrieren zu können.

## Politische Aktivitäten

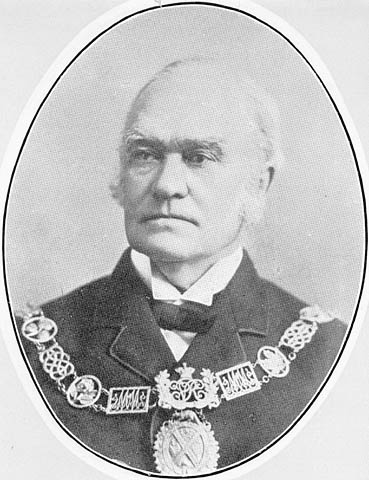
Abbott als Bürgermeister von Montreal

Zunächst vom Programm der Liberalen Partei angezogen, schloss sich Abbott später der Konservativen Partei an. Ab 1860 gehörte er als Liberaler für den Wahlbezirk Argenteuil der Legislativversammlung der Provinz Kanada an. Bei der Wahl 1858 war zunächst sein Gegner Sydney Robert Bellingham zum Wahlsieger erklärt worden. Nach einem Einspruch Abbotts wurde die Wahl jedoch für ungültig erklärt, da Anhänger Bellinghams das Ergebnis gefälscht hatten. Nach einer Untersuchung wurde Abbott im März 1860 zum Wahlsieger erklärt. Bis zur Auflösung der Legislativversammlung 1866 vertrat er die Interessen seines Wahlbezirks. In dieser Zeit setzte er sich erfolgreich für die Reform des Geschworenenwesens ein und unterstützte Gesetzgebung zur Vereinfachung der Bezahlung von Gerichtsgebühren.
Von 1862 bis 1863 war Abbott in der Regierung von John Sandfield Macdonald und Louis-Victor Sicotte Generalstaatsanwalt für Niederkanada. Nach dem Scheitern dieser Regierung trat er von seinem Posten als Generalstaatsanwalt zurück und arbeitete in der Folge an dem Entwurf eines neuen Insolvenzgesetzes. Als Abgeordneter gehörte er dem Parlamentsausschuss für Eisenbahnen, Schifffahrtskanäle und Telegraphenleitungen an. Die Ausschussarbeit setzte er als Abgeordneter des Unterhauses als Vorsitzender des Bankenausschusses fort. Dort repräsentierte er nach der Konföderation von 1867 bis 1874 und zwischen 1880 und 1886 ebenfalls den Wahlbezirk Argenteuil.
Neben seiner Tätigkeit als Anwalt für Hugh Allan und dessen Firma war Abbott auch politisch eng mit dem Bau der Canadian Pacific Railway verbunden. Nachdem ein Syndikat um Allan den Auftrag zum Bau der Eisenbahn erhalten hatte, gehörte Abbott zu einer vierköpfigen Gruppe von Politikern, die 1873 nach London reiste, um dort für die Finanzierung des Projekts zu werben. Das Bekanntwerden dieser Verhandlungen führte zum Pacific-Skandal, in dessen Folge John Macdonald wegen illegaler Wahlkampfspenden Allans an die konservative Partei vom Amt des Premierministers zurücktreten musste. Abbott spielte in diesem Skandal eine nicht unerhebliche Rolle, hatte es doch zwischen ihm und Allan eine geheime Absprache über die Spenden gegeben. Trotz seiner Beteiligung an diesem Skandal schaffte es Abbott, bei der Unterhauswahl 1874 zunächst seinen Sitz im Parlament zu verteidigen, musste 1875 aber schließlich doch zurücktreten. Bei der Unterhauswahl 1878 verlor Abbott zunächst gegen den Kandidaten der liberalen Partei, wurde aber nach einem Aufsehen erregenden Rechtsstreit zum Sieger erklärt und zog damit wieder ins Parlament ein. Seinen Sitz gab er 1886 aus Altersgründen auf.
Ein Jahr später bot ihm Macdonald einen Sitz im Senat an, welchen Abbott annahm. Mit seinem Amtsantritt als Senator wurde er zugleich Fraktionsvorsitzender der Konservativen Partei im Senat. Zusätzlich übernahm er den Posten eines Ministers ohne Geschäftsbereich in der Regierung Macdonalds. Im März desselben Jahres wurde er zum Mitglied des kanadischen Kronrats ernannt. Ebenfalls 1887 kandidierte er erfolgreich für das Amt des Bürgermeisters von Montreal. Dieses Amt hatte er für zwei Amtszeiten, also bis 1889 inne. Eine dritte Amtszeit lehnte er schließlich ab. Nach dem Tod John Macdonalds 1891 wandte sich Lord Stanley, der Generalgouverneur von Kanada, zunächst an John Thompson und beauftragte ihn, eine Regierung zu bilden. Thompson lehnte jedoch ab und schlug Abbott als neuen Premierminister vor. Da sein Gesundheitszustand nicht stabil war, zögerte dieser jedoch lange, bevor er den Posten annahm und im Juni 1891 schließlich vereidigt wurde.
Neben Mackenzie Bowell ist Abbott der einzige kanadische Premierminister, der während seiner Amtszeit nicht dem Unterhaus angehörte. Das Kabinett blieb zunächst unverändert. Schon bald nach seinem Amtsantritt sah sich Abbott mit dem ersten Skandal in seinem Kabinett konfrontiert. Hector-Louis Langevin, Minister für Bauvorhaben, musste am 11. August 1891 nach Bestechungsvorwürfen zurücktreten. Im darauf folgenden Jahr wurde das erste kanadische Strafgesetzbuch verabschiedet. Im Sommer 1892, kurz nach Ende der zweiten Sitzungsperiode des Parlaments, erkrankte Abbott schwer. Er reiste nach England, wo die Ärzte bei ihm Krebs diagnostizierten. Nach einem kurzen Aufenthalt in Italien, der keine Besserung seines Gesundheitszustands brachte, kehrte er nach Kanada zurück und trat am 5. Dezember 1892 vom Amt des Premierministers zurück. Der Generalgouverneur bestimmte John Thompson zu seinem Nachfolger.

## Letzte Monate, Tod und Hinterlassenschaften

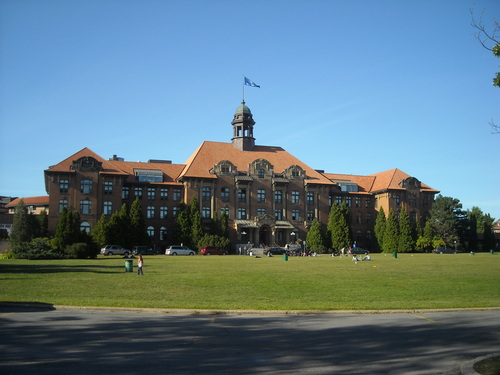
John Abbott College

Die letzten Monate seines Lebens verbrachte Abbott in seinem Haus in Boisbriand. Er starb am Vormittag des 30. Oktober 1893 mit 72 Jahren an den Folgen seiner Krebserkrankung. Der Trauergottesdienst fand in der Christ Church Cathedral in Montreal statt und Abbott wurde auf dem Friedhof Mont-Royal beigesetzt. Dort ist zu seinen Ehren ein Obelisk errichtet. Als Ausdruck seiner Verbundenheit mit der McGill University wurde das John Abbott College in Sainte-Anne-de-Bellevue nach ihm benannt. Abbott gilt heute, wegen seines Einsatzes beim Bau der Canadian Pacific Railway als eine der wichtigsten Personen bei der Vereinigung Kanadas.